# Chiềng Mung
Chiềng Mung là một xã thuộc huyện Mai Sơn, tỉnh Sơn La, Việt Nam.
Xã Chiềng Mung có diện tích 35,27 km², dân số năm 1999 là 7123 người, mật độ dân số đạt 202 người/km².

## Hành chính
Gồm có 21 bản: Nà Hạ 1, Nà Hạ 2, Bản Phát, Bôm Cưa, Noong Phụ, Cừ Nhừn, Nà Kẹ, Bản Cưởm, Nà Sang, Bản Lầu, Bản Hời, Bản Lo, Bản Hản, Bản Xum 1, Bản Xum 2, Bản Xum 3, Co Mỵ, Nong Nái, Nà Nọi, Bản Mạt, Bản Đúc, 2 tiểu khu: Nà Sản, Ba Vì và 4 thôn: 2, 4, 6, 7.